# Juan Ibáñez
Juan Ignacio Ibáñez Díez-Gutiérrez (Guanajuato, 20 de abril de 1938 – Ciudad de México, 12 de septiembre de 2000), conocido como Juan Ibáñez e hijo de María Teresa Díez Gutiérrez, fue un director, guionista, productor y actor de cine mexicano. Tuvo una destacada participación en el teatro, principalmente con la puesta en escena de Divinas palabras, de Ramón María del Valle-Inclán. En la pantalla grande, dirigió la última película de María Félix: La generala (1971), y compartió la dirección de una serie de cintas protagonizadas por Boris Karloff. Entre sus filmes, destaca Los caifanes (1967), considerado el mejor de los años 1960 en México. En marzo del 2021, recibió, post mortem, el nombramiento Ciudadano Distinguido del ayuntamiento de su ciudad natal.
Ibañez Díez Gutiérrez es egresado de Letras Hispánicas en la Facultad de Filosofía y Letras de la Universidad Nacional Autónoma de México. 

## Filmografía

### Como director
| Año  | Película             |
| ---- | -------------------- |
| 1965 | Un alma pura         |
| 1965 | Amor, amor, amor     |
| 1967 | Los caifanes         |
| 1968 | La cámara del terror |
| 1968 | House of Evil        |
| 1971 | La generala          |
| 1971 | La muerte viviente   |
| 1971 | Invasión siniestra   |
| 1978 | Divinas palabras     |
| 1980 | A fuego lento        |

### Como actor
| Año  | Película                    | Rol           |
| ---- | --------------------------- | ------------- |
| 1968 | Las visitaciones del diablo | Juan          |
| 1969 | Trampas de amor             | Sin acreditar |
| 1991 | Dentro de la noche          | –             |